# Pabellón del 3 de Marzo
El Pabellón del 3 de Marzo (en árabe: قاعة 3 مارس; en francés: Salle du 3 mars o bien Salle d'Al Hoceima, Pabellón de Alhucemas) es el nombre que recibe un recinto deportivo multiusos que generalmente sirve para la práctica del baloncesto, contando con una capacidad de 1500 asientos ubicados en la localidad de Alhucemas, en el país africano de Marruecos. Acoge cada año los partidos del equipo de baloncesto Chabab Rif Hoceima.